# Gianluca Gaetano
Gianluca Gaetano (* 5. Mai 2000 in Cimitile) ist ein italienischer Fußballspieler. Der offensive Mittelfeldspieler spielt seit 2019 bei der A-Mannschaft der SSC Neapel und ist aktuell an Cagliari Calcio ausgeliehen.

## Karriere

### Verein

#### Anfänge in Neapel
Gaetano begann seine Karriere in der Jugendabteilung von ASD Future Boys. 2011 wechselte er in den Jugendbereich der SSC Neapel. Im Alter von 17 Jahren kam der Spieler erstmals im Rahmen der UEFA Youth League auf höherem Niveau zum Einsatz. Seine erste Kadernominierung für die A-Mannschaft erhielt er im Februar 2019 für das Zwischenrundenhinspiel der UEFA Europa League gegen den FC Zürich. Auch in der Serie A folgten ab März die ersten Nominierungen. Sein Debüt feierte er am 36. Spieltag der Saison 2018/19 in einem Spiel gegen die SPAL Ferrara als er in der Nachspielzeit der zweiten Hälfte für José Callejón eingewechselt wurde. An den verbleibenden beiden Spieltagen wurde er ein weiteres Mal eingesetzt. Die Spielzeit 2019/20 begann für den Italiener ohne weitere Spielminuten – zwar saß er an den ersten 19 Spieltagen der Liga jedes Mal auf der Bank, wurde aber nicht eingewechselt. Im Dezember 2019 sammelte er erste Erfahrungen im wichtigsten europäischen Vereinswettbewerb, der UEFA Champions League, nach einer Einwechslung am letzten Spieltag der Gruppenphase gegen den KRC Genk.

#### Spielpraxis in Cremona
Aufgrund der geringen Spielzeit wurde der Spieler im Januar 2020 bis Sommer 2021 an die US Cremonese in die zweite Liga ausgeliehen. Dort wurde er in der Rückrunde in 15 Spielen eingesetzt und stand hierbei durchschnittlich 47 Minuten auf dem Platz. Auch in seiner zweiten Saison im italienischen Norden war er Stammspieler und absolvierte 34 der 38 Ligapartien – seine durchschnittliche Spielzeit steigerte sich auf 56 Minuten. Nach Ablauf der Leihe kehrte er zunächst zur SSC zurück und wurde dort an den ersten beiden Spieltagen der Serie A eingewechselt. Trotzdem entschied sich der Verein den Spieler erneut an die US Cremonese auszuleihen. In Cremona absolvierte er alle verbleibenden Spiele der Saison 2021/22 mit Ausnahme einer Partie – davon 16 über die vollen 90 Minuten. Der Spieler konnte hierbei zwölf Scorerpunkte sammeln und trug maßgeblich zum erreichten Aufstieg in die höchste Spielklasse Italiens bei. Seine zweite Rückkehr nach Neapel veränderte seine Situation in der südeuropäischen Hafenstadt nur geringfügig, so wurde der Spieler weiterhin sporadisch eingesetzt. Für die Rückrunde der Saison 2023/24 wechselte er leihweise zu Cagliari Calcio.

### Nationalmannschaft
Gaetano kam in diversen italienischen Jugendnationalmannschaften zum Einsatz. Seine ersten beiden Spiele absolvierte er hierbei im Jahr 2015 für die U15. In den folgenden Jahren bis 2019 schlossen sich zwölf weitere Spiele für die U16, U17, U19 und U20 an. 2022 trug er in drei Spielen für die italienische U21-Nationalmannschaft zur Qualifikation für die Europameisterschaft 2023 in Rumänien und Georgien bei.